# 다이메틸 설폭사이드
다이메틸 설폭사이드(Dimethyl Sulfoxide)는 무색의 액체이다.
- CAS. 67-68-5, 분자식 : (CH3)2SO, 분자량 : 78.14, 녹는점 : 18 °C, 끓는점 : 189 °C, 인화점 95 °C